# Vuokalanjärvi
Vuokalanjärvi är en sjö i Finland. Den ligger huvudsakligen i kommunen Nyslott men den nordligaste delen i Heinävesi i landskapet Södra Savolax, i den sydöstra delen av landet, 300 km nordost om huvudstaden Helsingfors. Vuokalanjärvi ligger 90,4 meter över havet. Arean är 17,6 kvadratkilometer och strandlinjen är 145,07 kilometer lång. Sjön  ingår i Vuoksens huvudavrinningsområde.   I omgivningarna runt Vuokalanjärvi växer i huvudsak barrskog.

## Öar
- Ilvessalo (halvö i Södra Savolax) stort näs eller halvö som nästan helt omsluts av sjön, 62°15′44″N 29°04′56″Ö / 62.2621°N 29.0821°Ö (6 km²)
- Suuri Mäntysaari (ö i Södra Savolax) (en ö), 62°17′47″N 29°01′00″Ö / 62.2964°N 29.0166°Ö (85 ha)
- Saunasaari (ö i Södra Savolax, Nyslott, lat 62,32, long 28,95) (en ö), 62°19′06″N 28°56′59″Ö / 62.3183°N 28.9496°Ö (11 ha)
- Kapustansaari (en ö), 62°17′12″N 29°01′44″Ö / 62.2868°N 29.0288°Ö (4 ha)
- Murtosaari (ö i Södra Savolax, Nyslott, lat 62,29, long 29,03) (en ö), 62°17′26″N 29°01′38″Ö / 62.2905°N 29.0272°Ö (3 ha)
- Koivusaari (ö i Finland, Södra Savolax, Nyslott, lat 62,31, long 28,96) (en ö), 62°18′40″N 28°57′33″Ö / 62.311°N 28.9591°Ö (2 ha)
- Pieni Mäntysaari (ö i Södra Savolax, Nyslott, lat 62,30, long 29,00) (en ö), 62°18′06″N 28°59′59″Ö / 62.3018°N 28.9998°Ö (1 ha)
- Pieni Saunasaari (ö i Södra Savolax, Nyslott, lat 62,32, long 28,96) (en ö), 62°18′56″N 28°57′23″Ö / 62.3155°N 28.9564°Ö (1 ha)
- Riihisaari (ö i Södra Savolax, Nyslott, lat 62,25, long 29,09) (en ö), 62°15′04″N 29°05′30″Ö / 62.251°N 29.0916°Ö (1 ha)
- Louhisaaret (ö i Södra Savolax, Nyslott, lat 62,27, long 29,06) (en ö), 62°16′03″N 29°03′53″Ö / 62.2674°N 29.0647°Ö (1 ha)
- Hiekkasaari (ö i Södra Savolax, Nyslott, lat 62,27, long 29,05) (en ö), 62°16′27″N 29°03′01″Ö / 62.2742°N 29.0502°Ö (1 ha)